# Carlos Javier Acuña
Carlos Javier Acuña, född 23 juni 1988 i Encarnación, är en paraguayansk fotbollsspelare som spelar för Albacete.

## Karriär
2004 hjälpte Acuña Paraguay att vinna de sydamerikanska mästerskapen för U16-lag och köptes genast av Cádiz CF för ett klubbrekord på runt 100 miljoner pesetas, men var tvungen att vänta ett år på sin debut eftersom laget fyllt kvoten för utländska spelare.
Han representerade Cádiz och UD Salamanca, de senare på lån, mellan 2006 och 2008, båda i Segunda División. Den 16 december 2008 meddelade Real Madrid att man skrivit ett femårsavtal med honom, han sändes omedelbart till B-laget, Real Madrid Castilla i Segunda División B.
Den 29 juni 2013 meddelades det att Acuña skrivit på för Udinese Calcio för att genast lånas ut till Watford FC, som ägs av samma familj.